# Haltmaierhof
Haltmaierhof ist ein Weiler der baden-württembergischen Gemeinde Kressbronn im Bodenseekreis in Deutschland.

## Lage
Der Weiler liegt etwas mehr als zwei Kilometer nördlich der Kressbronner Ortsmitte auf einer Terrasse zur Argen. Im Norden befindet sich der Weiler Heiligenhof, südlich liegt der Ortsteil Betznau. Eingeschlossen wird Haltmaierhof von den Erhebungen Ettenberg 497,9 m ü. NHN im Osten und Mühlenberg 497,7 m ü. NHN im Süden.

## Verkehr
Die Kreisstraße 7707 verbindet Haltmaierhof über Betznau mit Kressbronn sowie über Heiligenhof und Gießen mit dem Argental und Tettnang.